# Micaela Ramazzotti
Micaela Ramazzotti   (Roma, 17 de gener de 1979) és una actriu italiana, esposa del director Paolo Virzì. Durant la seva carrera com a actriu de cinema, ha guanyat diversos premis, entre ells 1 David di Donatello, 4 Nastro d'Argento i 2 Ciak d'or.

## Cinema
- La prima volta, dir. de Massimo Martella (1999)
- La via degli angeli, dir. de Pupi Avati (1999)
- Vacanze di Natale 2000, dir. de Carlo Vanzina (1999)
- Zora la vampira, dir. de Manetti Bros. (2000)
- Vento di primavera - Innamorarsi a Monopoli, dir. de Franco Salvia (2000)
- Commedia sexy, dir. de Claudio Bigagli (2001)
- Blindati, dir. de Claudio Fragasso (2003)
- La sagoma, regia di Federico Mazzi (2003)
- Sexum Superando - Isabella Morra, dir. de Marta Bifano (2005)
- Non prendere impegni stasera, dir. de Gianluca Maria Tavarelli (2006)
- Tutta la vita davanti, regia di Paolo Virzì (2008)
- Questione di cuore, dir. de Francesca Archibugi (2009)
- Ce n'è per tutti, dir. de Luciano Melchionna (2009)
- La prima cosa bella, dir. de Paolo Virzì (2010)
- Il cuore grande delle ragazze, dir. de Pupi Avati (2011)
- Posti in piedi in paradiso, dir. de Carlo Verdone (2012)
- Bellas mariposas, dir. de Salvatore Mereu (2012)
- Anni felici, dir. de Daniele Luchetti (2013)
- Più buio di mezzanotte, dir. de Sebastiano Riso (2014)
- Il nome del figlio, dir. de Francesca Archibugi (2015)
- Ho ucciso Napoleone, dir. de Giorgia Farina (2015)[2]
- La pazza gioia, regia di Paolo Virzì (2016)
- Qualcosa di nuovo, regia di Cristina Comencini (2016)
- La tenerezza, dir. de Gianni Amelio (2017)
- Una famiglia, dir. de Sebastiano Riso (2017)
- Una storia senza nome, dir. de Roberto Andò (2018)
- Ti presento Sofia, dir. de Guido Chiesa (2018)
- Vivere, dir. de Francesca Archibugi (2019)
- Gli anni più belli, dir. de Gabriele Muccino (2020)

### Videoclip
- Il mondo insieme a te de Max Pezzali (2004)
- Il cielo ha una porta sola de Biagio Antonacci (2008)